# Wallasey
Wallasey är en stad i grevskapet Merseyside i England. Staden är huvudort i distriktet Wirral och ligger på halvön Wirral, vid floden Merseys mynning. Tätortsdelen (built-up area sub division) Wallasey hade 60 284 invånare vid folkräkningen år 2011. Staden nämndes i Domedagsboken (Domesday Book) år 1086, och kallades då Walea.